# Luxemburgische EU-Ratspräsidentschaft 2015
Die luxemburgische Ratspräsidentschaft bezeichnete den Vorsitz Luxemburgs im Ministerrat der Europäischen Union für die zweite Jahreshälfte 2015. Sie folgt der Trio-Ratspräsidentschaft von Italien, Lettland und Luxemburg im ersten Halbjahr 2015. Es war der zwölfte Ratsvorsitz Luxemburgs nach 1960, 1963, 1966, 1969, 1972, 1976, 1980, 1985, 1991, 1997 und 2005.

## Prioritäten der luxemburgischen EU-Ratspräsidentschaft
Die Prioritäten der luxemburgischen EU-Ratspräsidentschaft 2015 bauten unmittelbar auf dem Trioprogramm der Ratspräsidentschaft Italien – Lettland – Luxemburg auf. Wesentlichste Ziele sind gemäß diesem Trioprogramm zum Beispiel:
- vollständige Überwindung der Wirtschaftskrise und
- Wachstum des Arbeitsmarktes und Sozialschutz sowie Vorbereitungen für den demografischen Wandel auch für den Gesundheitsbereich,
- Abbau von Hindernissen für Unternehmen im Binnenmarkt,
- Verbesserung der Möglichkeiten der digitalen Wirtschaft,
- Stärkung und Verbesserung des Raums der Freiheit, der Sicherheit und des Rechts,
- Stärkung und Verbesserung der bilateralen Handelsbeziehungen, vor allem mit den USA, Kanada und Japan durch offenen und fairen Handel und strategische Partnerschaften,
- Stärkung der Umweltpolitik (Klima- und Energiepolitik auch über das Jahr 2020 hinaus, verbesserten Luftqualität und Verbot von Plastiktaschen) und Einbezug der ökologischen Nachhaltigkeit in den weiteren wirtschaftspolitischen Steuerungszyklus der Union,
- Reduktion der Abhängigkeit von Energieimporten (durch höhere Effizienz und wachsende Produktion von sauberer Energie),
- Verkehrsinfrastruktur (z. B. durch umweltfreundliche und wirtschaftliche Transportinfrastruktur),
- nachhaltige, innovative und umweltfreundliche Entwicklung der Landwirtschaft, Nahrungsmittelproduktion und Fischerei,
- Belebung der Erweiterungspolitik der Union als ein grundlegendes Instrument zur Förderung von Frieden, Demokratie und Sicherheit in Europa durch Fortschritte bei den Beitrittsverhandlungen mit den Ländern des westlichen Balkans und Neubelebung des laufenden Verhandlungsprozesses mit der Türkei.

Im Hinblick auf die personellen, wirtschaftlichen und räumlichen Kapazitäten Luxemburgs wird eine schlanke und kostenangepasste Ratspräsidentschaft angestrebt.

## Logo
Das für die nunmehrige Ratspräsidentschaft Luxemburgs verwendete Logo wurde ursprünglich für die Standortförderung des Großherzogtums Luxemburg erarbeitet und für die Ratspräsidentschaft adaptiert (anders als für den Ratsvorsitz von 2005). Ziel der Anpassungen war es, „das Großherzogtum Luxemburg ins Zentrum dieser Ratspräsidentschaft zu stellen“. Das Logo wird in Französisch, Deutsch und Englisch verwendet. Im Logo finden lediglich Buchstaben Verwendung, keine Zahlen (auch keine Jahresangabe) und lediglich eine leicht quergestelltes Quadrat als zeichnerisches Element.
Der Teil des Namens, welcher die Staatsform bezeichnet (Großherzogtum), ist in schwarzen Großbuchstaben dargestellt (Majuskeln). Dies sei „eine Form der Selbstbehauptung“. Der Teil des Namens, der die territoriale Dimension bezeichnet (Luxemburg), ist klein geschrieben und in den Farben der luxemburgischen Flagge „blau, weiß, rot“ gehalten.
Vor den weißen Buchstaben lu auf rotem Grund findet sich ein blauer Punkt. Damit soll gleichzeitig auf das Länderkürzel bei Internetadressen und auf das Portal www.luxembourg.lu Bezug genommen werden. Der Schriftzug Vorsitz des Rates der Europäischen Union befindet sich rechtsbündig links neben dem Logo und ist mit Grau in einer neutralen Farbe gehalten.

## Weiteres
- Rat der Europäischen Union
- Vorsitz im Rat der Europäischen Union